# تامر السعید
تامر السعید (انگلیسی: Tamer El Said؛ زادهٔ ۱۴ اوت ۱۹۷۲) کارگردان فیلم، تهیه‌کننده، نویسنده اهل مصر است. وی از سال ۱۹۹۸ میلادی تاکنون مشغول فعالیت بوده‌است.